# رضوى حسن
رضوى حسن (8 يوليو 1990 -) هي أول مذيعة فاقدة للبصر تقدم برنامج تليفزيوني في مصر. وعملت الإعلامية رضوى حسن في بداية مسيرتها المهنية كمذيعة في برنامج «يللا بينا» علي راديو 9090، ثم انضمت إلى فريق البرنامج التليفزيون «السفيرة عزيزة» الذي يعرض على قناة دي إم سي المصرية، لتصبح أول مذيعة من ذوى القدرات الخاصة تقدم برنامج تليفزيوني في مصر.

## نشأتها وتعليمها
ولدت رضوي حسن في القاهرة في الثامن من يوليو عام 1990، وفقدت بصرها بعد ولادتها بأيام بسبب خطأ طبي ناتج عن زيادة نسبة الأكسجين بالحضانة التي وضعت فيها، ولكن ذلك لم يمنعها من مواصلة حياتها. ودخلت مدرسة خاصة بالمكفوفين وتعلمت القراءة على طريقة برايل حتى تخرجت من كلية الإعلام، بعد أن حصلت على شهادة الثانوية العامة بمجموع 98,2% وكانت من الأوائل على الجمهورية.

## مسيرتها المهنية
شكلت الإذاعة جزءا كبيرا من ثقافة رضوى حسن، إذ كانت تحلم بأن تكون مذيعة في الإذاعة، ولكنها صدمت بعد تخرجها حيث رفضت الإذاعات المختلفة عملها لديها. لكن رضوى لم تفقد يومًا الأمل وبدأت في تعلم اللغات ومهارات التنمية البشرية وكيفية التواصل مع الآخرين، وتقدمت لإحدى الشركات الخاصة للعمل بخدمة العملاء وتنقلت لأكثر من شركة في هذا المجال. وجاءتها فرصة للعمل في راديو 9090، وذلك بعد أن شاركت في حلقة في برنامج للنجم خالد النبوى تحدثت خلالها عن تجربتها، وسألها وقتها عن حلمها، فاجابت بأنها تحلم بأن تكون مذيعة. وعن دخولها مجال الإعلام والإذاعة قالت رضوى في إحدى حلقات برنامج تلفزيوني
«شكلت الإذاعة جزءًا كبيرًا من ثقافتي وكنت أحبها وكان حلمي أن أكون إذاعية بعد تخرجي ولكني صدمت بعدما رفضتني إذاعات تقدمت لها، حتى جاءت لى فرصة للعمل في راديو 9090 وذلك بعد أن شاركت في حلقة في برنامج للنجم خالد النبوى عن تجربتى وقال لى وقتها ما الذي تحلمين به قلت له أن أكون مذيعة، وبعد ذلك قامت إذاعة 9090 بالاتصال بى كى أكون مذيعة بالراديو وكنت سعيدة للغاية لأنه جاء بطريقة غير متوقعة».
وشاركت رضوى حسن في البرنامج الرئاسي لتأهيل الشباب للقيادة وأصبحت من أشهر مذيعات راديو 9090 وأول مذيعة غير مبصرة في قناة دي ام سي في برنامج السفيرة عزيزة، وأسست أول برنامج إذاعي يدعم الشركات الناشئة مع زميلتها رغدة الشيمي.